# إلونيد مورغان
إلونيد مورغان (بالإسبانية: Eluned Morgan)‏ (وُلدت في 20 آذار/مارس 1870 وتوفيّت في 29 كانون الأول/ديسمبر 1938) كانت كاتبة ومؤلِّفة باللّغة الويلزية من باتاغونيا جنوب الأرجنتين وتشيلي.

## الحياة المُبكّرة
وُلدت إلونيد مورغان على متنِ السفينة ماي فانوي (بالإنجليزية: Myfanwy)‏ في طريقها من بريطانيا إلى باتاغونيا في أمريكا الجنوبية. هي ابنةُ الصحفيّ لويس جونز وقد قضت جزءًا من طفولتها في في ويلز؛ ثمَّ عملت لفترة في مكتبة كارديف المركزية حتى عودتها النهائية إلى باتاغونيا عام 1918.
أرسلَ لويس جونز ابنتهُ إلونيد مورغان من باتاغونيا لتلقي تعليمها في مدرسة الدكتور ويليامز في دولجيلاو وهناك تعلمت اللغة الويلزية قبل أن تُحظر هذه الأخيرة في ويلز بسببِ السياسات والمواقف المعروفة باسم لا للويلز. في الواقع؛ وصلت إلونيد إلى ويلز وهي تتحدثُ اللغتين الويلزية والإسبانية والقليل جدًا من الإنجليزية.

## المسيرة المهنيّة
كتبت مورغان العديد من المقالات عن وِلْدْفَا (مستوطنة ويلزية في باتاغونيا) لمجموعةٍ من الدوريات الويلزية مثل دورية ويلز (بالويلزية: Cymru) التي كان يُحرّرها أوين مورغان إدواردز؛ وزادت شهرتها بفضلِ تأليفها لمجموعةٍ من الكتب لعلّ أبرزها كتابُ تسلّق جبال الأنديز (بالويلزية: Dringo'r Andes) عام 1904 التي تحكي فيهِ عن قصّة رحلتها من من مستوطنة ويلز إلى جبال الأنديز؛ وكتاب الأعشاب البحريّة (بالويلزية: Gwymon y Môr) الذي صدرَ عام 1909 والذي تحكي فيه عن قصّة رحلة بحرية من بريطانيا إلى باتاغونيا. كما كتبت كتابًا عن تاريخ الإنكا بعنوان أطفال الشمس (بالويلزية: Plant Yr Haul) الذي نُشر عام 1915.
في كتابها تسلّق جبال الأنديز؛ تسردُ مورغان عددًا من القصص عن الحياة في مستوطنة ويلز وعن العلاقات بين الويلزية والأميركيين الأصليين (التي كانت جيدة على وجه العموم)؛ كما تحكي عن الإسبان الحاكمون والمهاجرون الإيطاليون وغيرها من القصص.

## قائمة أعمالها
| سنة الإصدار | العنوان           | العنوان الأصلي |
| ----------- | ----------------- | -------------- |
| 1904        | تسلق جبال الأنديز | Dringo'r Andes |
| 1909        | الأعشاب البحريّة   | Gwymon y Môr   |
| 1913        | على البرّ والبحر   | Ar Dir a Môr   |
| 1915        | أطفالُ الشمس       | Plant yr Haul  |